# Marta Anczewska
Marta Anczewska – polska neurolog, dr hab., profesor Instytutu Psychiatrii i Neurologii.

## Życiorys
16 marca 1995 obroniła pracę doktorską Częstość występowania objawów negatywnych i ich znaczenie rokownicze w psychozach schizofrenicznych, następnie uzyskała stopień doktora habilitowanego. 28 listopada 2019 nadano jej tytuł profesora w zakresie nauk medycznych i nauk o zdrowiu. Została zatrudniona na stanowisku profesora nadzwyczajnego w Instytucie Psychologii Stosowanej na Wydziale Stosowanych Nauk Społecznych Akademii Pedagogiki Specjalnej im. Marii Grzegorzewskiej w Warszawie.
Jest profesorem w Instytucie Psychiatrii i Neurologii.